# Záhoříčko (Čkyně)
Záhoříčko je vesnice, část obce Čkyně v okrese Prachatice v Jihočeském kraji. Nachází se asi 1,5 kilometru severozápadně od Čkyně. Je zde evidováno 22 adres. V roce 2020 zde trvale žilo čtyřicet dva obyvatel.
Záhoříčko leží v katastrálním území Předenice u Čkyně o výměře 1,71 km².

## Historie
První písemná zmínka o vesnici pochází z roku 1545.

## Obyvatelstvo
| Rok            | 1869 | 1880 | 1890 | 1900 | 1910 | 1921 | 1930 | 1950 | 1961 | 1970 | 1980 | 1991 | 2001 | 2011 | 2021 |
| -------------- | ---- | ---- | ---- | ---- | ---- | ---- | ---- | ---- | ---- | ---- | ---- | ---- | ---- | ---- | ---- |
| Počet obyvatel | 108  | 104  | 112  | 108  | 84   | 94   | 109  | 71   | 59   | 47   | 27   | 26   | 25   | 30   | 41   |
| Počet domů     | 17   | 18   | 18   | 18   | 18   | 18   | 18   | 18   | 18   | 14   | 12   | 18   | 20   | 21   | 22   |

## Obecní správa
Při sčítání lidu v letech 1850–1959 Záhoříčko bylo osadou obce Dolany, se kterým patřilo nejprve do okresu Prachatice, ale od roku 1950 v okrese Vimperk. Od roku 1960 je částí obce Čkyně v okrese Prachatice.